# Delirium tremens
Il delirium tremens (DTS) è uno stato confusionale di rapida insorgenza che di solito è causato dall'astinenza da alcol in soggetti affetti da alcolismo cronico. Se si verifica, avviene circa dopo tre giorni dall'inizio dell'astinenza e si protrae per due o tre giorni. Le persone colpite possono anche essere vittime di allucinazioni. Gli effetti fisici possono includere tremore, brividi, battito cardiaco irregolare e sudorazione. In casi più rari si può verificare una ipertermia o un attacco epilettico, che possono portare alla morte. L'astinenza da alcol è una delle condizioni più pericolose tra le astinenze dalle varie droghe.
Il delirium tremens in genere si verifica solo negli individui che hanno assunto elevate quantità di alcol per più di un mese. Una sindrome simile si può verificare in seguito alla brusca interruzione di trattamenti farmacologici a base di benzodiazepine e barbiturici. L'astinenza da stimolanti, come la cocaina, non presenta maggiori complicazioni mediche. In una persona che accusa delirium tremens è importante escludere altri problemi associati, come alterazioni elettrolitiche, pancreatite, epatite alcolica e disidratazione.
La prevenzione viene effettuata tramite il trattamento dei sintomi dell'astinenza. Se la condizione si verifica, un trattamento aggressivo può migliorare i risultati. Tradizionalmente il trattamento clinico prevedeva la somministrazione di piccole quantità di etanolo; tuttavia questa pratica è stata dimostrata scorretta. Solitamente è consigliato affrontare questa situazione in una tranquilla unità di terapia intensiva con sufficiente luce. Le benzodiazepine sono il farmaco di scelta, e in particolare frequentemente possono essere prescritti diazepam, lorazepam, clordiazepossido e oxazepam. Essi devono essere somministrati fino a quando una persona si addormenta leggermente. In alternativa può venire prescritto il clometiazolo. L'aloperidolo, un antipsicotico, può anche essere usato in combinazione con un medicamento delle due categorie elencate (ad esempio, diazepam + aloperidolo). Si raccomanda la vitamina tiamina. Senza un trattamento adeguato, la mortalità si attesta tra il 15% e il 40%. Attualmente, il decesso si verifica in circa dall'1% al 4% dei casi.
Circa la metà delle persone con alcolismo svilupperà i sintomi di astinenza quando ridurrà l'uso delle bevande alcoliche. Di questi, tra il 3% e il 5% svilupperà delirium tremens o sperimenterà altre crisi. Il termine "delirium tremens" fu utilizzato la prima volta nel 1813; tuttavia, i sintomi sono stati ben descritti fin dal 1700. La parola "delirio" in latino significa "andare fuori dal solco", una metafora dell'aratura. Talvolta viene chiamata anche sindrome di Saunders-Sutton.

## Casi celebri
Sebbene non accertato, si suppone che Edgar Allan Poe sia morto in seguito a una crisi di delirium tremens, come riportò la diagnosi del nosocomio di Baltimora nel quale morì il 7 ottobre 1849. È probabile che anche Patrick Branwell Brontë, fratello delle tre omonime scrittrici, scrittore e poeta, deceduto dopo un'agonia di due giorni il 24 settembre 1848 all'età di trentuno anni, sia morto di delirium tremens, aggravato da una bronchite e dalla tubercolosi ormai in fase terminale, oltre che dal cronico abuso di alcol, oppio e laudano. Il poeta Jack Kerouac ha descritto la sua esperienza sul delirium tremens in Big Sur.